# Małgorzata Panecka
Małgorzata Panecka (ur. 1964 w Lublinie) – polska piosenkarka, wokalistka estradowa i studyjna, laureatka Nagrody im. Anny Jantar na Krajowym Festiwalu Piosenki Polskiej w Opolu (1984). Znana z utworu „Krople i pudełka” oraz albumu Zadzwoń do mnie (1993). Występowała zarówno w kraju, jak i dla polonii m.in. w Stanach Zjednoczonych.

## Kariera muzyczna
W 1984 na XXl Krajowym Festiwalu Piosenki Polskiej w Opolu w koncercie Debiutów zaśpiewała piosenkę z muzyką Romualda Lipki i tekstem Tomasza Zeliszewskiego – Krople i pudełka. Wygrała koncert debiutów uzyskując Nagrodę im. Anny Jantar co dało jej przepustkę do finałowego koncertu „Mikrofon i ekran”. Później nagrała również utwór Nie budź we mnie bestii. W 1993 promowano jej piosenkę Zadzwoń do mnie w programie Muzyczna Jedynka. Utwór promował debiutancki album pod tym samym tytułem. Do wszystkich piosenek zawartych w albumie muzykę napisał Winicjusz Chróst. Później występowała m.in. dla Polonii Amerykańskiej. We wrześniu 2025 polskie wydawnictwo muzyczne GAD Records wyda płytę z piosenkami Małgorzaty Paneckiej wraz z zaginioną piosenką (lostwave) "Kto tu jest niewinny".

Jej utwory to m.in.:
-"Krople i pudełka", "Nie budź we mnie bestii", "Co za dużo to nie zdrowo", "Zadzwoń do mnie", "Nienazwany blues", "Kto tu jest niewinny".
Dawniej związana z zespołem Madar.

## Dyskografia
Zadzwoń do mnie (Muza, 1993)